# Bille Brown
Bille Brown (ur. 11 stycznia 1952 w Biloela, zm. 13 stycznia 2013 w Brisbane) – australijski aktor filmowy, teatralny i telewizyjny, dramaturg.
Brown urodził się w Biloela w stanie Queensland, studiował na University of Queensland. Karierę zawodową rozpoczął w roku 1970.
Zmarł 13 stycznia 2013 dwa dni po swoich 61 urodzinach, przyczyną śmieci był rak jelita grubego.

## Filmografia
- At World's End
- Dying Breed
- Black and White
- The Man Who Sued God
- The Beach
- Walk the Talk
- Serenades
- The Dish
- Passion
- Oscar and Lucinda
- Fierce Creatures
- Killer Elite
- The Chronicles of Narnia: The Voyage of the Dawn Treader
- Singularity